# Highlander (film)
Highlander is een Brits/Amerikaanse fantasy-film uit 1986 onder regie van Russell Mulcahy met muziek van de rockband Queen.

## Filmbeschrijving
Connor MacLeod (Christopher Lambert) is geboren in 1518 in de Hooglanden van Schotland. Nadat hij in een veldslag dodelijk gewond raakt, blijkt dat hij behoort tot een ras van onsterfelijken, waarvan de leden elkaar door de eeuwen heen bevechten met zwaarden. Een onsterfelijke kan alleen gedood worden wanneer het hoofd van de romp gescheiden wordt.
Connor krijgt gezelschap van een andere onsterfelijke, de flamboyante Juan Ramírez Sánchez Villalobos (Sean Connery). Ramírez wijdt Macleod in in de geheimen van het onsterfelijk zijn. Dit is onder andere dat er uiteindelijk een over zal blijven: "There can be only one". Hij waarschuwt hem voor The Kurgan (Clancy Brown), een andere onsterfelijke: als die uiteindelijk zou winnen, zal het niet best zijn voor de mensheid.
Ramírez verliest het in een tweegevecht van The Kurgan, terwijl hij de vrouw van MacLeod verdedigt.
Eeuwen later zijn er nog maar enkele onsterfelijken over. In het New York van 1986 moeten zij strijden voor de Prijs, waarmee de bezitter de macht op aarde voor altijd in bezit heeft.

## Rolverdeling
| Acteur              | Personage                       |
| ------------------- | ------------------------------- |
| Christopher Lambert | Connor MacLeod / Highlander     |
| Roxanne Hart        | Brenda Wyatt                    |
| Clancy Brown        | The Kurgan                      |
| Sean Connery        | Juan Ramírez Sánchez Villalobos |
| Beatie Edney        | Heather                         |
| Alan North          | Inspecteur Frank Moran          |
| Sheila Gish         | Rachel Ellenstein               |
| Jon Polito          | Rechercheur Walter Bedsoe       |
| Hugh Quarshie       | Sunda Kastagir                  |
| Christopher Malcolm | Kirk Matunas                    |
| Billy Hartman       | Dugal MacLeod                   |
| James Cosmo         | Angus MacLeod                   |
| Celia Imrie         | Kate                            |

## Vervolgen op de film
De film werd vervolgd door Highlander II: The Quickening (1991), Highlander III: The Sorcerer (1994), Highlander: Endgame (2000) en Highlander: The Source (2007). Ook liep er tussen 1992 en 1998 een televisieserie, in 1994 een animatieserie en tussen 1998 en 1999 een vervolg op de televisieserie met de naam Highlander: The Raven. In 2007 maakte Yoshiaki Kawajiri de animefilm Highlander: The Search for Vengeance.